# جنگ پیشگیرانه
جنگ پیشگیرانه جنگیست که به منظور بازداشتن طرف دیگر از دستیابی به قابلیت حمله آفند آغاز می‌شود. قدرت مورد تهاجم یا دارای قابلیت تهدید پنهان است یا از طریق رفتار خود نشان داده که قصد دارد در آینده حمله‌ای را در پیش بگیرد. هدف از جنگ پیشگیرانه پیش دستی کردن بر تغییر توازن قدرت به وسیلهٔ حملهٔ استراتژیک پیش از تغییر توازن قدرت در جهت دشمن است. جنگ پیشگیرانه با جنگ پیش‌دستانه، که اولین حمله در زمانی است که حمله قریب‌الوقوع است، متفاوت است. جنگ پیشگیرانه بدون حمایت سازمان ملل متحد در چارچوب حقوق بین‌الملل مدرن ممنوع است، گرچه رابرت دلاهانتی و جان یو در دولت جرج دابلیو بوش توضیح می‌دادند که در چارچوب دکترین بوش این معیارها واقع بینانه نیست.